# 676
Évszázadok: 6. század – 7. század – 8. század
Évtizedek: 620-as évek – 630-as évek – 640-es évek – 650-es évek – 660-as évek – 670-es évek – 680-as évek – 690-es évek – 700-as évek – 710-es évek – 720-as évek
Évek: 671 – 672 – 673 – 674 –  675 – 676 – 677 – 678 – 679 – 680 – 681

## Események

### Európa
- Folytatódik Konstantinápoly arab ostroma. Jazíd ibn Muávija vezetésével az arabok 674-678 között minden évben blokád alá veszik a bizánci fővárost, télre viszont visszavonulnak Küzikoszba. Ebben az évben erősítést is kapnak a kalifától.
- Egy törzsfő kivégzését követően a Trákiában élő szlávok fellázadnak és ostrom alá veszik Thesszalonikét.
- A Frank Birodalomban Wulfoald austrasiai majordomus nem ismeri el a rivális neustriai kollégája, Ebroin által Austrasia trónjára ültetett bizonytalan származású III. Chlodvig uralmát, hanem helyette a korábban egy ír kolostorba száműzött II. Dagobertet kiáltja ki királlyá.
- Æthelred merciai király betör Kentbe és elpusztítja Rochester püspöki székhelyet.
- Meghal Æscwine, Wessex királya. Utóda Centwine.
- Meghal II. Adeodatus pápa. Helyére Donust választják meg.[1]
- Az angolszász Aldhelm megalapítja Malmesbury apátságát.
- Æthelred merciai király megalapítja Breedon on the Hill apátságát.

### Ázsia
- A Koreai-félszigeten ismét fellángol a Kogurjót megszálló kínaiak és korábbi szövetségesük, Silla közötti konfliktus. Kao-cung császár Hszüe Zsen-kuj vezetésével sereget küld Koreába, de a hajókat a sillai flotta elűzi. A császár visszavonja erőit a Liaotung-félszigetre, így Silla a Tedong folyótól délre az egész Koreai-félszigetet uralja.
- Meghal Mangszong Mangcen tibeti császár. Utóda hat éves fia, Tridu Szongcen.

## Születések
- január 28. – Toneri, Tenmu japán császár fia
- Muhammad al-Bákir, Alí ibn al-Huszein fia, a síiták és a szunniták által tisztelt vallási vezető
- Damaszkuszi Szent János, szír keresztény teológus, szerzetes, a katolikus egyház utolsó egyházatyája, egyháztanító

## Halálozások
- január 25. – Szent Praejectus, Clermont püspöke
- június 17. – II. Adeodatus, római pápa[1]
- Æscwine, wessexi király
- Mangszong Mangcen, tibeti császár
- Vang Po, kínai költő

## Fordítás
- Ez a szócikk részben vagy egészben  a(z)   676 című angol Wikipédia-szócikk ezen változatának fordításán alapul.  Az eredeti cikk szerkesztőit annak laptörténete sorolja fel. Ez a jelzés csupán a megfogalmazás eredetét és a szerzői jogokat jelzi, nem szolgál a cikkben szereplő információk forrásmegjelöléseként.